# Oribatula praeoccupata
Oribatula praeoccupata är en kvalsterart som beskrevs av Subías 2004. Oribatula praeoccupata ingår i släktet Oribatula och familjen Oribatulidae. Inga underarter finns listade i Catalogue of Life.